# Aeroporto Internazionale di Yap
L'Aeroporto internazionale di Yap o Yap International Airport è un aeroporto degli Stati Federati di Micronesia situato sull'isola principale dello stato di Yap.